# Барабанов, Иван Ильич
Иван Ильич Барабанов (1925, Гремячее, Брянская губерния — март 1945) — советский военнослужащий, участник Великой Отечественной войны, полный кавалер ордена Славы, командир пулемётного расчета 1244-го стрелкового полка, сержант — на момент представления к награждению орденом Славы 1-й степени.

## Биография
Родился в 1925 году в селе Гремячее (ныне — Навлинского района Брянской области). Образование неполное среднее. Работал в колхозе.
В ноябре 1943 года призван в Красную Армию Навлинским райвоенкоматом. С марта 1944 года воевал пулемётчиком в составе 1244-го стрелкового полка 374-й стрелковой дивизии на Волховском, Ленинградском, 2-м и 3-м Прибалтийских фронтах. 5 мая 1944 года приказом № 033-Н по 1244-му стрелковому полку награжден медалью "За отвагу" за умелые действия по отражению атак превосходящих сил противника в Нарвском районе Эстонской ССР.
Особо отличился в боях за освобождение Латвии.
31 июля 1944 года в районе железнодорожной станции Анна красноармеец Барабанов из пулемёта подавил 2 огневые точки, уничтожил свыше 10 противников. В ответственный момент боя принял на себя командование подразделением.
Приказом от 11 августа 1944 года красноармеец Барабанов Иван Ильич награждён орденом Славы 3-й степени.
16 августа 1944 года при отражении контратаки противника южнее населённого пункта Каули командир пулемётного расчёта сержант Барабанов вместе с бойцами истребил около взвода вражеских солдат, подавил несколько огневых точек.
Приказом от 27 августа 1944 года сержант Барабанов Иван Ильич награждён орденом Славы 2-й степени.
12 октября 1944 года, командуя пулемётным расчётом, сержант Барабанов одним из первых преодолел Тиш-Озеро на подступах к городу Рига и закрепился на другом берегу. Удерживая захваченный рубеж, поразил свыше 15 противников, что способствовало форсированию водной преграды другими подразделениями.
Указом Президиума Верховного Совета СССР от 24 март 1945 года за образцовое выполнение заданий командования в боях с захватчиками сержант Барабанов Иван Ильич награждён орденом Славы 1-й степени. Стал полным кавалером ордена Славы.
Награждён орденами Славы 3-х степеней.
О дальнейшей судьбе точных данных нет. В биографическом справочнике говорится что, 13 марта 1945 года умер в госпитале после тяжёлого ранения, но по документам на сайте «Мемориал» «выбыл по ранению 23 марта 1945 года».